# Thanatus fabricii
Thanatus fabricii är en spindelart som först beskrevs av Jean Victor Audouin 1826.  Thanatus fabricii ingår i släktet Thanatus och familjen snabblöparspindlar. Inga underarter finns listade i Catalogue of Life.